# کمیسیون صنایع و معادن مجلس شورای اسلامی
کمیسیون صنایع و معادن مجلس شورای اسلامی یکی از کمیسیون‌های تخصصی مجلس شورای اسلامی است. این کمیسیون بر اساس ماده ۵۴ آیین‌نامه داخلی مجلس شورای اسلامی به منظور انجام وظایف محوله در محدوده صنایع، پست، مخابرات، معادن، پتروشیمی، صنایع هوافضا و ارتباطات مطابق ضوابط آیین‌نامه تشکیل می‌شود.
برخی از وظایف این کمیسیون عبارتند از:
- بررسی و تصویب آزمایشی طرح‌ها و لوایح و همچنین تصویب دائمی اساسنامه‌های سازمان‌ها، شرکت‌ها و مؤسسات دولتی یا وابسته به دولت[۵]
- بررسی عملکرد وزرا و مسئولان مرتبط با نظام صنعتی و معدنی کشور[۶]
- تحقیق و تفحص و بازرسی در صنایع عمده کشور[۵]
- بررسی وضعیت مسائل مربوط به راه و شهرسازی، ناوگان حمل و نقل عمومی، مسائل صنایع نفت و گاز و پتروشیمی، مسائل معادن کشور[۷]
- اتخاذ تدابیر مناسب برای حمایت از تولید داخلی[۸]
- انجام اقدامات مناسب برای تنظیم واردات و صادرات کالا و ساماندهی بازارهای مختلف کشور[۹][۱۰]
- بررسی و تصویب طرح‌های اقتصادی و صنعتی برای بهبود صنایع تولیدی کشور[۱۱][۱۲]
- بررسی و تصویب طرح‌های مفید برای بهبود صنعت پتروشیمی، گاز و نفت کشور[۱۳][۱۴]
- بررسی و تصویب طرح‌های تنظیمی جهت بهبود و رونق معادن کشور و بازارهای مرتبط با آن[۱۵][۱۶]

## اعضا
اعضای کمیسیون صنایع و معادن مجلس شورای اسلامی در سال اول از مجلس دوازدهم عبارتند از:
| ردیف | نام و نام خانوادگی        | سمت           | شهرستان                 | استان          |
| ۱    | رضا علیزاده               | رئیس          | ورزقان                  | آذربایجان شرقی |
| ۲    | سید جواد حسینی کیا        | نایب رئیس اول | سنقر                    | کرمانشاه       |
| ۳    | فرهاد طهماسبی             | نایب رئیس دوم | نیریز، استهبان و بختگان | فارس           |
| ۴    | زهرا سعیدی مبارکه         | سخنگو         | مبارکه                  | اصفهان         |
| ۵    | حسنعلی محمدی              | دبیر اول      | فسا                     | فارس           |
| ۶    | علی حدادی                 | دبیر دوم      | ساوجبلاغ و نظر آباد     | البرز          |
| ۷    | سید جلیل میرمحمدی         | عضو           | تفت و میبد              | یزد            |
| ۸    | اردوان اکبرپور            | عضو           | سپیدان و بیضا           | فارس           |
| ۹    | ابوالقاسم جراره           | عضو           | تهران                   | تهران          |
| ۱۰   | امیر توکلی رودی           | عضو           | خواف و رشتخوار          | خراسان رضوی    |
| ۱۱   | رضا تقی‌پور                | عضو           | تهران                   | تهران          |
| ۱۲   | شهباز حسن‌پور              | عضو           | سیرجان و بردسیر         | کرمان          |
| ۱۳   | عزت الله حبیب زاده        | عضو           | مرند                    | آذربایجان شرقی |
| ۱۴   | سید سلمان ذاکر            | عضو           | ارومیه                  | آذربایجان غربی |
| ۱۵   | محمد رستمی                | عضو           | نیشابور فیروزه          | خراسان رضوی    |
| ۱۶   | بهنام رضوانی              | عضو           | کلیبر                   | آذربایجان شرقی |
| ۱۷   | علیرضا سلیمی              | عضو           | تهران                   | تهران          |
| ۱۸   | علی اکبر رنجبرزاده        | عضو           | اسدآباد                 | همدان          |
| ۱۹   | سید احسان قاضی زاده هاشمی | عضو           | مشهد                    | خراسان رضوی    |
| ۲۰   | عادل نجف زاده             | عضو           | خوی                     | آذربایجان غربی |
| ۲۱   | مصطفی طاهری               | عضو           | زنجان                   | زنجان          |
| ۲۲   | روح الله عباس‌پور          | عضو           | بویین زهرا              | قزوین          |
| ۲۳   | مصطفی پوردهقان اردکان     | عضو           | اردکان                  | یزد            |